# MasAir
MasAir (юридическое наименование — Aerotransportes Mas de Carga, S.A. de C.V., также известна как Mas Air) — мексиканская грузовая авиакомпания со штаб-квартирой в Мехико, основанная в 1992 году. Базируется в аэропортах Мехико, Лос-Анджелес и Майами.
Является членом ИАТА.

## История
Авиакомпания MasAir начала свою деятельность в апреле 1992 года, предоставляя услуги по авиаперевозкам грузов клиентам, главным образом в Латинской Америке и США, выполняя более 600 рейсов и перевозя около 60 000 тонн груза в год. В декабре 2000 года LAN Airlines приобрела 25% акций MasAir.
В августе 2015 года было объявлено, что все авиакомпании группы LATAM Airlines произведут ребрендинг. Авиакомпании группы будут иметь слово LATAM в названии. MasAir была переименована в LATAM Cargo Mexico.
1 декабря 2018 года LATAM Group продала все свои акции MasAir. Авиакомпания работает независимо от LATAM Group.

## Флот

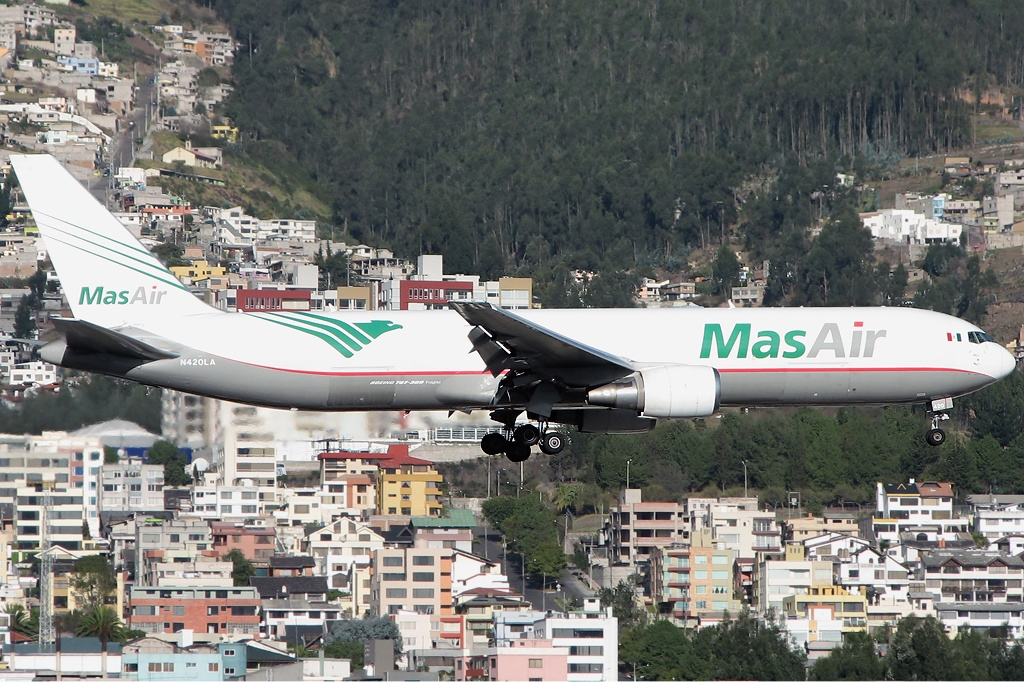
Boeing 767-300F авиакомпании MasAir

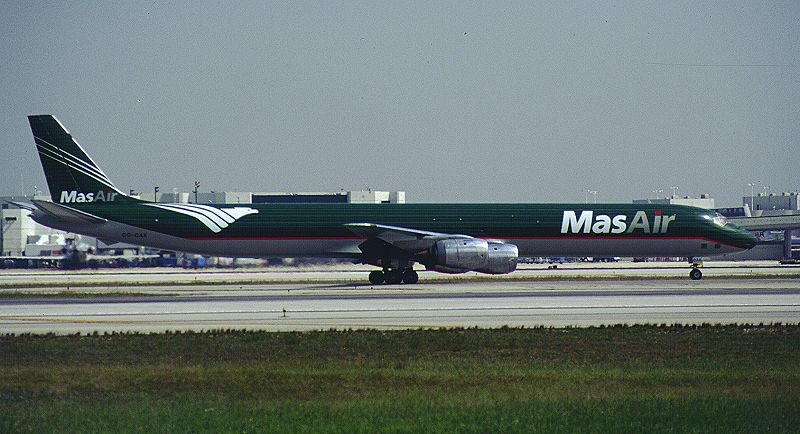
Douglas DC-8-71F, эксплуатировавшийся авиакомпанией в 1999—2003 годах

### Нынешний флот
По данным на март 2022 года флот MasAir состоит из следующих типов воздушных судов:
| Тип                   | Количество | Заказано | Примечания                                        |
| --------------------- | ---------- | -------- | ------------------------------------------------- |
| Airbus A330-200/P2F   | 1          | 1        | Поставки с 2022 года Первый эксплуатант в Америке |
| Airbus A330-300/P2F   | 0          | 2        | [ 10 ]                                            |
| Boeing 767-200/BDSF   | 1          | 0        |                                                   |
| Boeing 767-300F       | 1          | 0        |                                                   |
| Boeing 767-300ER/BDSF | 1          | 0        |                                                   |
| Всего:                | 4          | 3        |                                                   |

### Бывший флот
| Тип              | Количество | Год ввода | Год вывода | Примечания                 |
| ---------------- | ---------- | --------- | ---------- | -------------------------- |
| Douglas DC-8-61F | 1          | 2000      | 2001       | Передан ABSA Cargo Airline |
| Douglas DC-8-71F | 4          | 1999      | 2003       |                            |